# 江帆 (1989年)
江帆（1989年9月16日—）是中國男子田徑運動員，在2011年亞洲田徑大獎賽嘉興站110公尺跨欄跑出13.49秒奪冠，並取得參加2011年世界田徑錦標賽的資格。2011年8月20日晚上，夏季世界大學運動會110公尺跨欄決賽中，江帆以13.55秒奪得銀牌。

## 外部連結
- 江帆在的頁面
- 江帆的新浪微博